# The God & Devil Show
The God & Devil Show era una serie hecha en Flash de dibujos animados que se ejecutó con éxito desde 1999 hasta 2001. El espectáculo fue producido por  Mondo Media y fue creado por Aubrey Ankrum, que llegó a crear Happy Tree Friends. 

## Descripción
The God & Devil Show mostraba muchas parodias que ofrecían programas de entrevistas a celebridades (en particular, Regis Philbin y Kathy Lee Gifford). El espectáculo ofrecido a Dios como un hombre viejo, con muchas fallas y la incomprensión del mundo moderno y el diablo como una mujer promiscua que tiene la desgracia de los otros personajes. Todos los episodios de una entrevista con una celebridad que por lo general fue mal en algún momento que suceden cosas malas. Al final de cada episodio el espectador ha podido elegir si querían enviar a la celebridad al cielo o al infierno, haciendo clic en el botón de Dios o el diablo. En el cielo, la celebridad a conseguir algo bueno y que el episodio final con «esto es el cielo» en inglés. En la infierno, la celebridad recibiría algo malo y que terminará el episodio con gritar «¡Nooooooooooooooo!» en inglés.

## Tripulación
La mayor parte de la exposición personal del Mondo trabajado en otros medios de comunicación pone de manifiesto en el momento y la mayoría de ellos pasó a trabajar en el popular show Happy Tree Friends. 

## Personal
- Aubrey Ankrum-creador, director, escritor.
- Kenn Navarro-director de animación, escritor
- Jeff Biancalana-director, escritor
- Warren Graff-escritor
- Marca Fiorenza-escritor
- Liz Stuart-productor
- Michael "Lippy" Lipman-animador

## Lista de Episodios
- Chris Rock
- Christopher Walken
- Chris Farley
- Bill Gates
- Angelina Jolie
- William Shatner
- Britney Spears
- Keith Richards
- Kurt Cobain
- Robert Downey Jr.
- Steve Irwin
- John Travolta
- Eminem
- Abraham Lincoln
- Woody Allen
- Stephen Hawking
- Bruce Willis
- George Lucas
- Ron Jeremy
- Pamela Anderson
- Walt Disney
- Tom Hanks
- Sean Connery
- George W. Bush
- Princesa Diana
- Charlton Heston
- Arnold Schwarzenegger
- Bill Clinton y Hillary Clinton
- Dr. Seuss
- Martha Stewart
- Calista Flockhart
- John Wayne
- Jesse Ventura
- Mahatma Gandhi
- Marilyn Manson
- The Osmonds
- Jane Goodall
- Barbra Streisand
- Mark Wahlberg
- Dra. Laura
- Siegfried & Roy